# NGC 830
NGC 830 is een elliptisch sterrenstelsel in het sterrenbeeld Walvis. Het hemelobject werd op 23 september 1865 ontdekt door de Duits-Deense astronoom Heinrich Louis d'Arrest.

## Synoniemen
- PGC 8201
- MCG -1-6-50
- MK 1020